# ورم حبيبي لمفي منقول جنسيا
الدَّبل المناخي أو الدُّبَيلة المُناخية Lymphogranuloma venereum ويعرف أيضا باسم Climatic bubom، هو مرض تناسلي، بكتيري المنشأ تسببه المتدثرة التراخومية، ينتقل من طريق الاتصال الجنسي.